# オイスター (漫画家)
オイスター（本名および生年月日不詳）は、日本の漫画家、同人作家。

## 人物・作風
主に鬼畜系の成人向け漫画を執筆しており、同人サークル「H&F企画」でも『マリア様がみてる』のパロディ作品などを執筆している。
広告媒体では「陵辱の帝王」と冠されるほど、作品の内容は女性への陵辱のみに徹している。その描写は極めて凄惨かつ過激で、年齢層を問わずあらゆる女性が社会復帰不可能なほど精神的・肉体的に子供を産めないほど破壊される話を中心としている。加虐者の男性の方も、精神的に異常をきたしている上に暴力性が強い事が多く、作品でのストーカーの登場率が高い。
また、一人の女性を何人もの男性で輪姦凌辱する描写が多いのも特徴で、後年の作品では被害者の髪をハサミで切るなど虐待描写が散見される。成人向けの漫画では珍しく過去の作品からの登場人物の再登場が増えつつある。
一水社の「コミックMate Legend（旧コミックMate）」での発表が多く、短編以外の長編も連載することが多い。

## 作品リスト

### 単行本
- 『少女地獄』 一水社（いずみコミックス）
  1. 2001年9月、ISBN 4-87076-475-X（ISBN 978-4-87076-475-0）
  2. 2002年12月、ISBN 4-87076-528-4（ISBN 978-4-87076-528-3）
  3. 2003年7月、ISBN 4-87076-538-1（ISBN 978-4-87076-538-2）
  4. 2004年10月、ISBN 4-87076-584-5（ISBN 978-4-87076-584-9）
- 『仔猫』 一水社（いずみコミックス）、2002年4月、ISBN 4-87076-501-2（ISBN 978-4-87076-501-6）
- 『外道』 日本出版社（アップル・コミックス）、2003年12月、ISBN 4-89048-795-6（ISBN 978-4-89048-795-0）
  - 『新装版 外道』 一水社（いずみコミックス）、2012年6月、ISBN 978-4-86416-127-5
- 『少女対組織暴力』 日本出版社（アップル・コミックス）、2005年7月、ISBN 4-89048-814-6（ISBN 978-4-89048-814-8）
  - 『新装版 少女対組織暴力』 一水社（いずみコミックス）、2013年2月、ISBN 978-4-86416-169-5
- 『精液中毒』 一水社（いずみコミックス）、2006年12月、ISBN 4-87076-651-5（ISBN 978-4-87076-651-8）
- 『悪徳乃榮』 一水社（いずみコミックス）、2008年1月、ISBN 978-4-87076-694-5
- 『生贄と牢獄』 一水社（いずみコミックス）、2008年9月、ISBN 978-4-87076-720-1
- 『美徳乃不幸』 一水社（いずみコミックス）、2009年6月、ISBN 978-4-87076-757-7
- 『人デ無シ乃宴』 一水社（いずみコミックス）、2010年7月、ISBN 978-4-86416-008-7
- 『見るも無惨』 一水社（いずみコミックス）、2011年9月、ISBN 978-4-86416-086-5
- 『ワタシキレイ？』 一水社（いずみコミックス）、2011年12月、ISBN 978-4-86416-095-7
- 『牝豚闇肉塊』 一水社（いずみコミックス）、2013年10月26日[2]、ISBN 978-4-86416-198-5
- 『家畜乃団欒』 メディアックス（MDコミックスNEO）、2015年7月27日[3]、ISBN 978-4-86201-512-9
- 『肉穴苦界』 メディアックス（MDコミックスNEO）、2017年4月26日[4]、ISBN 978-4-86201-835-9
- 『豚小屋』 メディアックス（MDコミックスNEO）、2018年12月27日、ISBN 978-4-86674-562-6
- 『畜生腹』 メディアックス（MDコミックスNEO）、2020年6月、ISBN 978-4-86674-624-1